# Softs
Softs je deváté studiové album britské skupiny Soft Machine. Jeho nahrávání probíhalo od ledna do března 1976 ve studiu Abbey Road Studios v Londýně. Album produkovala skupina sama a vyšlo v červnu 1976 u vydavatelství Harvest Records. Po vydání předchozího alba ze skupiny odešel kytarista Allan Holdsworth a nahradil jej John Etheridge. Spolu s ním rovněž ze skupiny odešel Mike Ratledge, ten však ve dvou skladbách na tomto albu hraje. Jde o jediné album skupiny, na kterém hrál saxofonista Alan Wakeman.

## Seznam skladeb
| Pořadí         | Název                | Autor                                                      | Délka |
| -------------- | -------------------- | ---------------------------------------------------------- | ----- |
| 1.             | Aubade               | Karl Jenkins                                               | 1:49  |
| 2.             | The Tale of Taliesin | Jenkins                                                    | 7:15  |
| 3.             | Ban-Ban Caliban      | Jenkins                                                    | 9:19  |
| 4.             | Song of Aeolus       | Jenkins                                                    | 4:29  |
| 5.             | Out of Season        | Jenkins                                                    | 5:30  |
| 6.             | Second Bundle        | Jenkins                                                    | 2:35  |
| 7.             | Kayoo                | John Marshall                                              | 3:25  |
| 8.             | The Camden Tandem    | John Etheridge, Marshall                                   | 1:50  |
| 9.             | Nexus                | Jenkins                                                    | 0:47  |
| 10.            | One Over the Eight   | Jenkins, Marshall, Etheridge, Alan Wakeman, Roy Babbington | 5:26  |
| 11.            | Etka                 | Etheridge                                                  | 2:21  |
| Celková délka: | Celková délka:       | Celková délka:                                             | 44:55 |

## Obsazení
- Roy Babbington – baskytara
- John Etheridge – kytara
- John Marshall – bicí, perkuse
- Alan Wakeman – sopránsaxofon, tenorsaxofon
- Karl Jenkins – piáno, elektrické piano, syntezátory
- Mike Ratledge – syntezátor